# جوناثان بلانيس
جوناثان بلانيس (بالإسبانية: Jonathan Blanes)‏ هو لاعب كرة قدم أوروغواياني في مركز الوسط، ولد في 10 مارس 1987 في بايساندو في الأوروغواي. لعب مع أتليتيكو توكومان وجوفينتود وريفر بليت ونادي راسينغ مونتيفيديو ونادي ليفربول.

## وصلات خارجية
- جوناثان بلانيس على موقع قاعدة بيانات كرة القدم.إي يو (الإنجليزية)
- جوناثان بلانيس على موقع Soccerway.com (الإنجليزية)